# Verhoogde akker
Een verhoogde akker  is een kunstmatige ophoping van grond op een stuk land om akkerbouw in een drasland mogelijk te maken. De verhoging dient om de akker beter af te wateren.
In Noordwest-Europa zijn de meeste verhoogde akkers ontstaan door het land in hoge ruggen te ploegen (Duits: Wölbacker, Engels: ridge and furrow). In het het Waasland en in het Fries-Groningse terpengebied kwamen vroeger ook onregelmatige verhoogde akkers voor, die als bolle akkers of kruinige percelen worden betiteld.
Het aanleggen van verhoogde akkers wordt al heel lang toegepast. Ze zijn bijvoorbeeld al sinds 1000 v.Chr. rond het Titicacameer op de grens van Bolivia en Peru aangelegd, met name door de Tiwanakucultuur. Ook in Suriname en Frans-Guyana zijn ze teruggevonden.